# Confesión (tango)
Confesión es un tango cuya letra pertenece a Luis César Amadori y  Enrique Santos Discépolo  en tanto que la música es de este último. Fue estrenado el 16 de octubre de 1930 por Tania, esposa de Enrique Santos Discépolo, en el teatro Maipo, ese mismo año lo grabó Francisco Fiorentino con la orquesta de Pedro Maffia para Columbia Record y, posteriormente, por otros artistas.

## Los autores
Enrique Santos Discépolo: (Buenos Aires, 27 de marzo de 1901 - Buenos Aires, 23 de diciembre de 1951) fue un compositor, músico, dramaturgo y cineasta argentino recordado por los tangos que compuso, entre los cuales se encuentran Cambalache. Esta noche me emborracho, Chorra, Malevaje, Soy un arlequín y Yira, yira.
Luis César Amadori:  (Pescara, Italia, 28 de mayo de 1902 – Buenos Aires, Argentina, 5 de junio de 1977) fue un director de cine, guionista, escritor, músico y productor radicado en Argentina, donde se desempeñó por largo tiempo como empresario del Teatro Maipo donde montó decenas de espectáculos revisteriles. Entre los tangos cuya letra escribiera se recuerda Alma de bandoneón, Madreselva, Cartas de Amor y Cobardía.

## Su estreno
En la función del 16 de octubre de 1930 en que la cantante Tania estrenó en el teatro Maipo Confesión, también cantó los tangos Cartas de amor y Pan, pero fue aquel el que se llevó todos los aplausos, y a partir de entonces fue considerado una de las grandes realizaciones literarias de Discépolo.
Respecto de la participación real de Amadori en la coautoría del tango, algunos sostienen que la letra tiene el sello de la visión que del mundo de Discépolo y sugieren que Amadori hacía las relaciones públicas y nada más. Manuel Adet argumenta que si bien  Amadori, periodista, empresario del teatro de revista y director de cine no tenía los méritos literarios de Discépolo, escribió  en las décadas de 1920 y 1930 algunas letras que lograron justa fama, como Cobardía, Rencor, Madreselva, Desencanto, Alma de bandoneón, Tu sombra y Portero suba y diga por lo que considera que la colaboración con Confesión está fuera de debate, más allá de que el poema expresa de manera lúcida y coherente la visión estética de Discépolo.

## Estilo
Dice el escritor Sergio Pujol:

“Musicalmente Confesión significó un leve cambio de estilo. El tema presenta una curva melódica musicalmente más generosa que en otros temas. Empieza abajo, descendiendo por terceras, y va subiendo de motivo en motivo hasta superar en la segunda parte la octava superior. Toda esta sección, la que empieza con ‘Sol de mi vida’ modula de tono menor a mayor, adquiriendo una intensidad lírica de cierta autonomía con respecto al ritmo estrófico…Confesión nunca será un tango de interpretación fácil. Desde el primer día fue un desafío para los cantantes que se toparon con un Discépolo que había volcado en la poco común forma de 38 compases, un metodismo más próximo al mundo de la ópera que de los arrabales”.

## Película
El 29 de octubre de 1940, se estrenó la película Confesión filmada en blanco y negro dirigida por Luis José Moglia Barth según guion de Hugo Mac Dougall y Homero Manzi inspirados en el tango del mismo nombre, que tuvo como protagonistas a Hugo del Carril, Alberto Vila, Alita Román, Miguel Gómez Bao y Ana María Lynch. La película contó con la dirección musical de Mario Maurano con la orquesta típica de Ricardo Malerba y fue producido por Argentina Sono Film.

## El tema
La historia contada se resume en esta estrofa:
porque te quise
tanto...¡tanto!
que al rodar,
para salvarte
solo supe
hacerme odiar.

## Valoración
Para Adet la de este tango es:

“la historia mejor contada…la más discepoleana y la más terrible… tiene una reminiscencia religiosa y, al mismo tiempo, lírica….Discépolo habla para sí mismo. O para sus lectores. Nosotros somos sus confidentes. …La letra del tango es terrible y bella. Recuerda las mejores realizaciones de Roberto Arlt….El personaje no es un héroe; es un antihéroe, es decir alguien que revela su grandeza porque se sacrifica a “conciencia pura” para permitir la felicidad de ella. Discépolo no va a misa, no se confiesa ante el cura, pero acaba de escribir su poema más cristiano.”

Guillermo Del Zotto dice que en Confesión:

“hay parámetros de construcción que lo colocan en un podio imbatible… el tango habla de alguien que se hace odiar por la mujer que más ama….la golpea…para salvarla de su propio rodar cuesta abajo. Y…un año después la ve "linda como un sol"….Y…se alegra de quien la puede disfrutar así porque se la merece…cuenta una historia como un cuento perfecto y -además- la letra gira en círculos, como una eterna escena final de película memorable….alguien hace algo por otro y luego cuida que no se entere nunca. Entonces el espectador/lector se convierte en el único cómplice de esa altísima ofrenda.”

## Grabaciones
Entre otras grabaciones de Confesión se encuentran las siguientes:
- Mercedes Carné con la orquesta de Carlos Di Sarli en 1931 para Brunswick
- Francisco Fiorentino con la orquesta de Pedro Maffia en 1930 para Columbia Record.
- Marga Fontana con la orquesta de Miguel Caló en 1965 para Columbia Odeon.
- Carlos Gardel con la orquesta de Francisco Canaro el 3 de septiembre de 1931 para la discográfica Odeon.
- Roberto Rufino con la orquesta de Gabriel Clausi en 1946 en Santiago de Chile para RCA Victor (Chile).
- Floreal Ruiz con la orquesta de Aníbal Troilo el 29 de abril de 1947 para RCA Victor.
- Julio Sosa con la orquesta de Armando Pontier el 3 de julio de 1958 para CBS-Columbia.
- Julio Sosa con la orquesta de Leopoldo Federico el 2 de julio de 1964 para CBS-Columbia.
- Tania con la orquesta de Lucio Demare en 1959 para Music Hall.
- Ignacio Corsini lo registró el 2 de marzo de 1931.
- Enrique Bunbury Infinito 1997.

También lo grabaron Ada Falcón con la orquesta de Francisco Canaro, Susy Leiva en 1954, Edmundo Rivero, Roberto Goyeneche y Enrique Campos.